# 银桥乡
银桥乡是中国陕西省安康市石泉县下辖的一个乡。

## 行政区划
银桥乡下辖以下行政区：
板沟村、一心村、丁家坝村、板桥村、银杏坝村、铜钱峡村、松树沟村